# コア (乳製品)

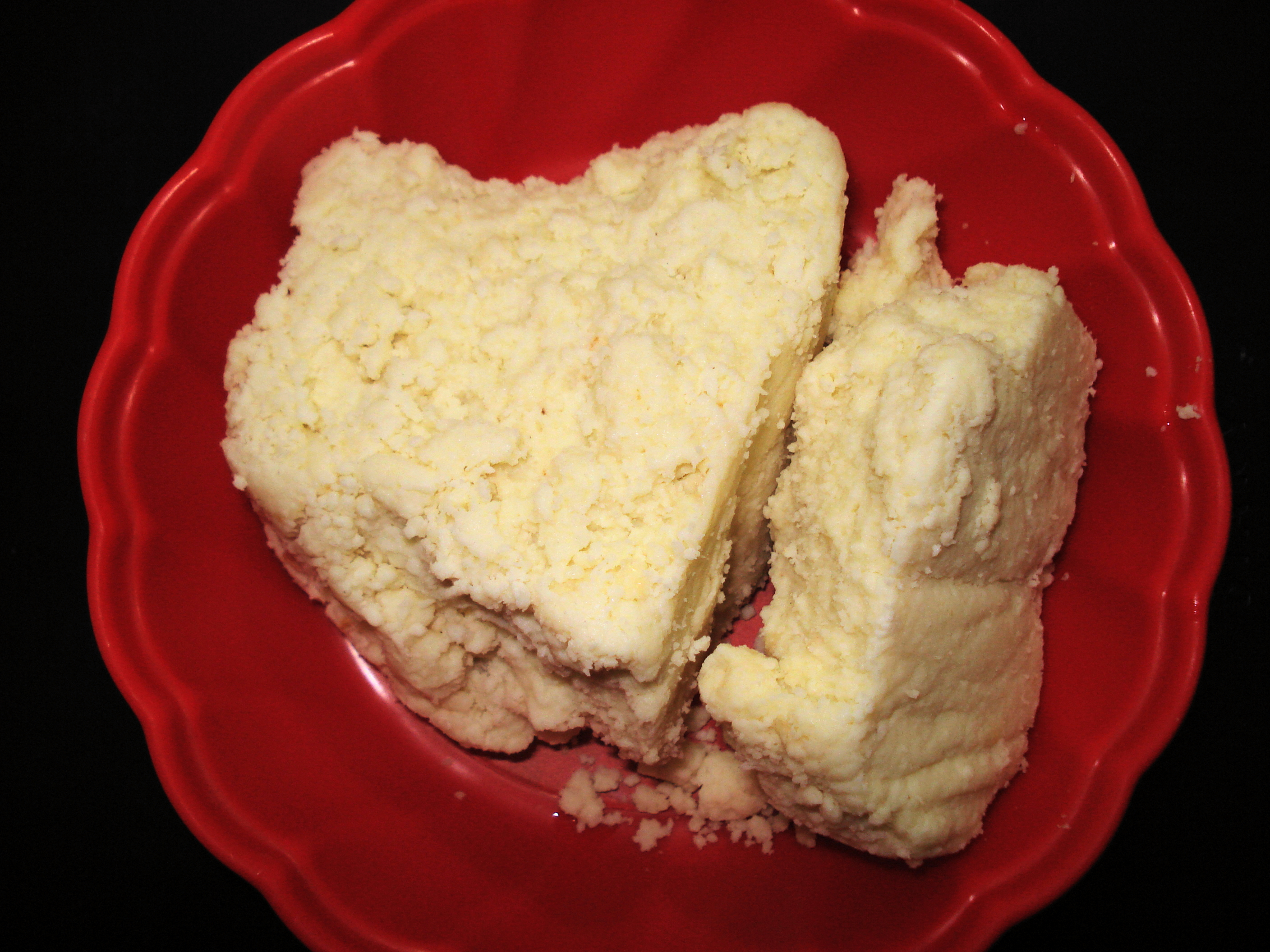
コア

コア（ヒンディー語: मावा, Khoa, Khoya）は、インドやネパールの濃縮乳。一般的にヒンディー語でコアと呼ばれるが、マバ（mava）という別名もある。
インド・イスラム文化圏の影響を受けた地域で作られており、チベット文化圏では作られない。

## 概要
牛乳を中華鍋のような凹状の大鍋に入れ、焦げないよう攪拌しながら1時間ほど強火で加熱して作る。約20Lの牛乳から、およそ1/5にあたる4-4.5kgの柔らかくて固形状になったコアが得られ、水牛乳を使う場合もある。ネパールでは4-6時間かけて加熱し、原料乳の1/6ほどに濃縮して乳固形分70-75%の状態に仕上げている例もある。
味は甘く、食感はザラザラしている。加熱濃縮の際、生乳20Lに対して1.5kgほどの砂糖を加える事もあるが、コアを乳菓の原料とする事も多いため、無糖製法の方が一般的である。なお、牧畜民はコアを作らず、都市や農村で専門的な職人が作っている。

## 応用

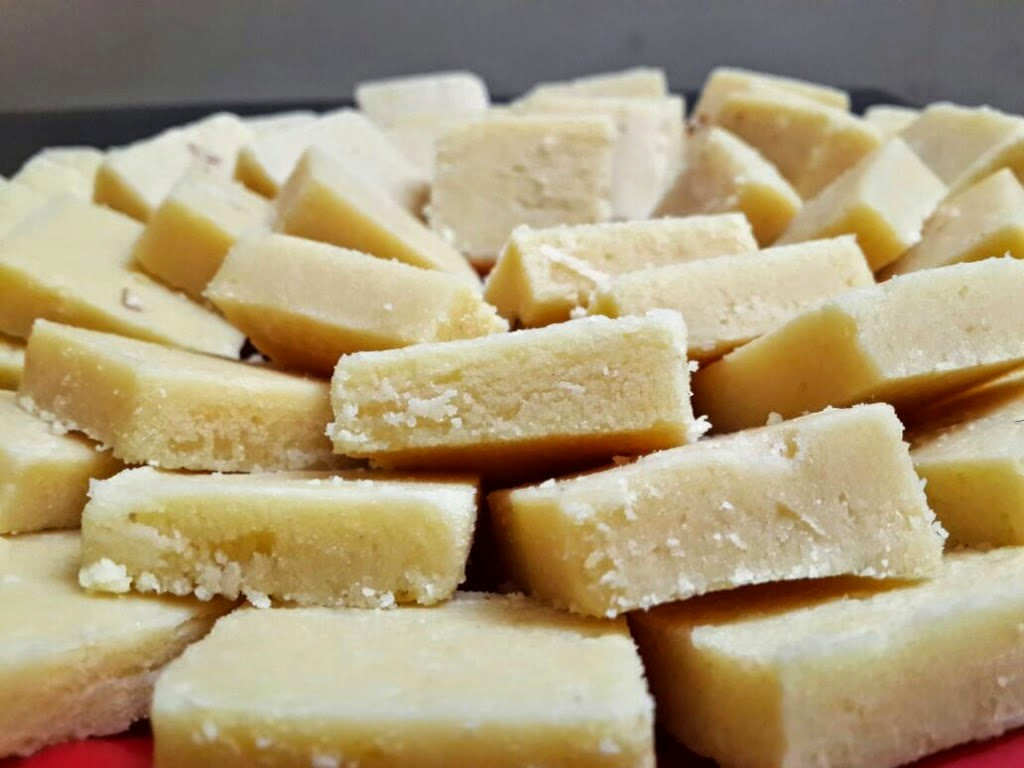
コアを原料とするバルフィ

バルフィ、グラブ・ジャムン、ペダーなど、インドを中心に様々な乳菓の材料として用いられる。